# آلاسان اندور
آلاسان اندور (انگلیسی: Alassane N'Dour؛ زادهٔ ۱۲ دسامبر ۱۹۸۱) یک بازیکن فوتبال اهل سنگال است.
وی همچنین در تیم ملی فوتبال سنگال بازی کرده‌است.